# Dicranomyia (Dicranomyia) luteonitens
Dicranomyia (Dicranomyia) luteonitens is een tweevleugelige uit de familie steltmuggen (Limoniidae). De soort komt voor in het Australaziatisch gebied.